# Junqueirópolis (ort)
Junqueirópolis är en ort i Brasilien.   Den ligger i kommunen Junqueirópolis och delstaten São Paulo, i den södra delen av landet, 700 km sydväst om huvudstaden Brasília. Junqueirópolis ligger 421 meter över havet och antalet invånare är 13 965.
Terrängen runt Junqueirópolis är huvudsakligen platt. Junqueirópolis ligger uppe på en höjd. Närmaste större samhälle är Dracena, 10,8 km väster om Junqueirópolis.
Trakten runt Junqueirópolis består i huvudsak av gräsmarker. Runt Junqueirópolis är det ganska glesbefolkat, med 32 invånare per kvadratkilometer.